# Година четири цара
Година четири цара назив је за период грађанског рата који се у Римском царству водио 69. године н. е., након самоубиства цара Нерона, између четири претендента на царску власт: Галбе, Отона, Вителија и Веспазијана.
Нестанак династије Јулијеваца-Клаудијеваца смрћу Нерона 69. године лишио је војнике објекта њихове лојалности, те је уследио грађански рат између различитих војски. Хиспанске и галске трупе за цара су прогласиле Сулпиција Галбу, легата Тараконске Хиспаније, што је сенат спремно потврдио. Галба је стигао у Рим, али није умео да стекне наклоност сенаторског сталежа, коме је и сам припадао. Њиме су били незадовољни и војници, јер је Галба тежио да ограничи расходе, што је дало повода за оптужбе да је шкрт и грамзив. Преторијанци су пак били незадовољни јер Галба није хтео да исплати поклоне у новцу, које су били обећали његове присталице када су га проглашавале за цара. Галбом су биле незадовољне и провинцијске трупе, као и становништво источних и јужних области Галије.

## Галба
Главни задатак који је Галба ставио пред себе јесте сређивање финансија, и стога је предузео многе непопуларне мере од којих је најопасније била
одбијање да плати преторијанце. Галба је са презиром гледао на подмићивање војника, веома раширено у време Клаудија и Нерона, чиме се куповала њихова лојалност.
Убрзо је Галба постао веома непопуларан. Старост га је учинила апатичним, деловао је да нема енергије и отуђио је масе, пошто, за разлику од Нерона, није држао до раскоши и помпе. Нови император налазио се под утицајем својих фаворита. Међу њима, за тројицу се говорило да буквално контролишу императора: Тит Виније, који је постао Галбин колега конзул, Корнелије Лакон, командант преторијанаца и ослобођеник Ицел Марцијан. Звали су их: „Три Педагога“ због утицаја који су имала над Галбом.
Почетком 69. године две легије у Горњој Германији одбиле су да се закуну на верност Галби и порушиле његове статуе, захтевајући да се изабере нови
цар. Следећег дана, побунили су се и војници у Доњој Германији и сами донели одлуку ко ће бити нови цар, прогласивши гувернера провинције, Вителија за императора.
Свестан своје непопуларности и општег незадовољства његовом владавином, Галба је, да би спречио надолазећу олују новог грађнаског рата, усвојио Луција Калпурнија Пизона као свог сина и наследника. Народ и преторијанци у овом Галбином поступку препознали су слабост. Марко Салвије Отон, који је дуго спадао међу Галбине највеће присталице, сам је очекивао да буде усвојен. Галбин избор Пизона за наследника разочарао је Отона те је ступио у контакт са незадовољним преторијанцима који су га поздравили као цара 15. јануара 69. Галба је одмах кренуо да се сусретне са побуњеним војницима, али је био толико слаб да су га возили у носиљци. Отон се на челу преторијанаца запутио ка римском форуму и сусрео са Галбином пратњом која се кроз гомилу пробијала ка касарнама преторијанаца. Кохорта, која је тог дана била на дужности на Палатину и пратила императора, одмах га је напустила. Галбу, његовог усвојеног сина Пизона и остале из пратње брутално су убили преторијанци. Након кратке борбе, Отон се тријумфално вратио у преторијански камп и истог дана сенат му је доделио титулу августа као и трибиницијске моћи и остале почасне титуле које су носили претходни цареви.
До Галбиног убиства довело је његово одбијање да плати оне који су га подржавали и дали му подршку приликом доласка на престо. Становништво Рима било је незадовољно Галбом и неговало је успомену на Нерона.

## Отон
Пре Нероновог пада, Отон је служио као гувернер провинције Лузитаније. Пре тога, Отон је припадао кругу Неронових фаворита и био пријатељ са самим императором. Међутим, њихово пријатељство окончано је 58. када је Отон представио Нерону - на њен захтев - своју прелепу жену Попеју Сабину која је тиме отпочела везу са Нероном што ће на крају довести до њене преране смрти.
Када је учврстила свој положај као Неронова љубавница, Попеја се развела од Отона и утицала на цара да га пошаље у удаљену Лузитанију (данас
део Португала и Шпаније). Отон је управљао Лузитанијом десет година, необично скромно и умерено. Када је Галба, гувернер Хиспаније Тараконенсис, устао против Нерона 68. Отон му се придружио и пратио га на путу за Рим. Галба није имао деце и био у поодмаклом добу, те се Отон надао да ће постати његов наследник. Постигао је тајни договор са једним од Галбиних фаворита, Титом Винијем, пристајући да ожени Винијеву кћерку у замену за његову подршку. Отонове наде осујећене су почетком 69. када је Галба званично усвојио Луција Калпурнија Пизона за свог наследника.
Тако се Отон одлучио на смели потез и уз помоћ незадовољних преторијанаца постао император. Након убиства, Галбину главу донели су Отону који ју је препустио својим пратиоцима након чега су је извргли руглу и парадирали улицама Рима.
Ускоро је, међутим, Отон схватио да је много лакше збацити цара него сам владати, како преноси Светоније. Отон је, знајући да је становништво и даље склоно Нерону, вратио неке од његових блиских сарадника на двор, међу којима и Споруса.
Отон је имао мало времена да консолидује свој положај. Побуњене рајнске легије напредовале су ка Италији, Отон је узалуд покушао да се споразуме
са Вителијем и понудио му да деле владавину над царством, након чега се неуобичајно енергично спремио за рат. Легије у Далмацији, Панонији и Мезији подржале су га а саме преторијанске кохорте биле су значајан адут у његовим рукама. Отон је имао и контролу над флотом која је одмах послата ка Лигурији. Сам Отон, упркос лошим предзнацима, на челу војске кренуо је на север, желећи да спречи Вителијев долазак у Италију. За то је било прекасно, и све што је Отон могао је да стационира своје трупе у Плацентији (модерна Пјаченца) и држи реку По против непријатеља. Отонове снаге успешно су одбраниле град од Аулуса Цецине, једног од Вителијевих генерала и натерале га да се повуче назад ка Кремони, али долазак још једног Вителијевог генерала, Фавија Валенса, променио је однос снага.
Вителијеви генерали прижељкивали су одлучујућу битку а њихове немаре остварене су услед неслоге и наглости које су превагнуле у Отоновом табору. Искуснији Отонови официри знали су важност избегавања борбе, све док не стигну појачања из Далмације али наглост царевог брата Тицијана и команданта преторијанске гарде, Прокула, а поврх свега грозничава нестрпљивост самог Отона, надгласале су другачије мишљење и донета је
одлука о нападу.
Само Отон остао је иза борбених линија са јаком резервом у Брикселуму на јужној обали реке По. Главнина Отонових снага прешла је По и запутила се ка малом месту по имену Бедријакум. Остављајући јаку претходницу да држи Бедријакум, Отонова војска напредовала је према Кремони. Недалеко од самог града, неочекивано су наишли на Вителијеве трупе. Ухваћени у неповољном положају, Отоновци су се жестоко борили али су напослетку приморани да се у расулу повуку назад ка Бедријакуму. Победнички Вителијеви војници пратили су их, да би одмах дошло до споразума са обесхрабреним Отоновим снагама. Битка код Бедријакума тако је одлучила победника у кратком грађанском рату. Међутим, Отон је још командовао јаким снагама. Легије из Далмације стигле су до Аквилеје а дух његових војника није био сломљен. Насупрот томе, Отон је био решен да прихвати исход битке коју је изазвала његова сопствена наглост. У достојанственом говору, опростио се од својих пратилаца, говорећи: „Далеко је праведније да пропадне један зарад користи многих, него да многи пропадну зарад једног." Сутрадан, Отон је извршио самоубиство, пробовши срце бодежом који је сакрио испод јастука и умро када су његови саветници ушли у шатор.
Отон је владао само три месеца. Његов пепео положен је унутар скромног споменика. Многи римљани поштовали су Отона услед оваквог поступка, којим је желео да поштеди државу тешког грађанског рата.
Након Отоновог самоубиства, победничке Вителијеве снаге марширале су на Рим.

## Вителије
Вителије је дуговао свој положај двојици команданата рајнских легија, Цецини и Фабију Валенсу, који су, одбивши да након Нероновог пада прихвате Галбу, на изненађење многих, прогласили Вителија за цара 1. јануара 69. у Келну. Првобитно су га подржавале само легије Горње и Доње Германије али су му се убрзо придружиле и легије из Галије, Британије и Реције.
Иако су Вителије и његови команданти иступили против Галбе, након његовог убиства, њихов противник постао је Отон.
Након Отоновог самоубиства, Вителије је са својом војском марширао на Рим где му је сенат доделио уобичајене титуле које су припадале императору. Део римског света никада није признао Вителија за цара. Након његовог уласка и Рим, град је постао позорница немира, масакра, гладијаторских борби и раскошних гозби.
Нови цар давао је положаје својим фаворитима, понашао се расипно, а Светоније, чији се отац борио на страни Отона у бици код Бедријака, описује Вителија као човека без амбиције који је донекле показивао вољу да влада мудро. Даље, Светоније тврди како је цар био лењ, склон претеривањима, посебно у јелу и пићу.
Јула 69. трупе у источним провинцијама прогласиле су, насупрот Вителију, свог команданта, Тита Флавија Веспазијана за императора. Ускоро су Веспезијана подржале и провинције Илирик и Далмација.
Након што су присталице почеле да га напуштају, Вителије је решио да се преда али су га преторијанци спречили да напусти град.
Према Тациту, на сам дан уласка Веспазијанових војника у Рим, Вителија су одвукли на злогласне Гемонијске Степенице (на којима су се обично вршила погубљења знаменитих осуђеника, тако што би их бацали са степеништа, овако је погубљен и Сејан 31. године).
Касије Дион тврди да је Вителију одрубљена глава коју су након тога парадирали улицама Рима.

## Исход
Веспазијанова победа у грађанском рату означила је почетак владавине Флавијеваца и нови период стабилности у царству. Изузев мањих превирања за време владавине Домицијана, Римско царство остало је релативно стабилно у наредних сто година.